# Görögkatolikus templom (Kazincbarcika)

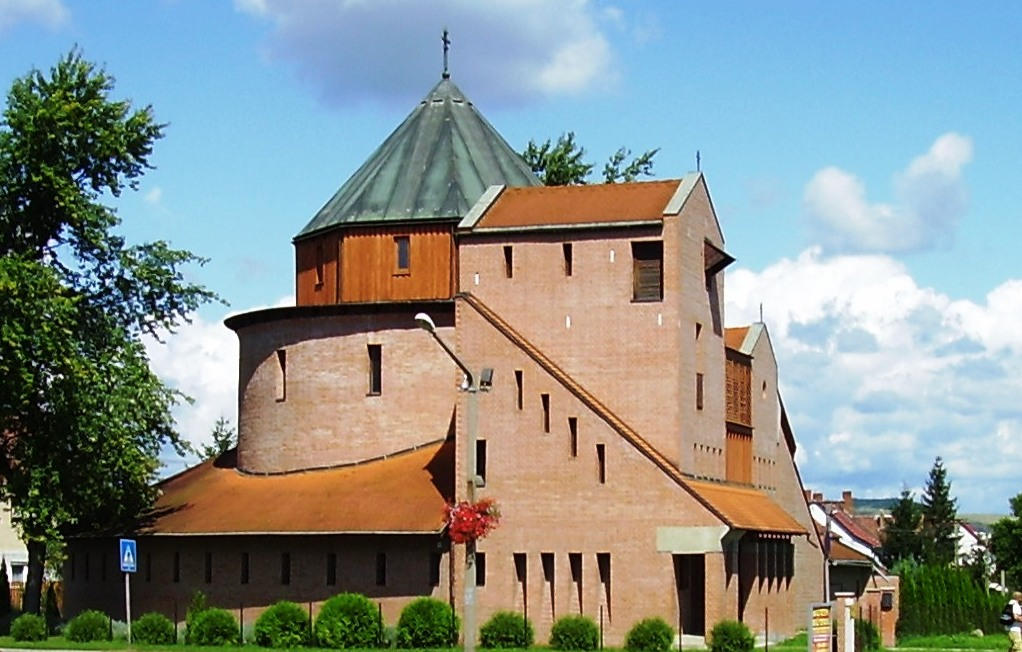
A görögkatolikus templom Kazincbarcikán

A Szent János apostol és evangélista tiszteletére 1992 és 1995 között épült görögkatolikus templom Kazincbarcikán található.

## A templom építése
A templom építése 1992. augusztus 10-én kezdődött el Balázs Mihály irányítása alatt. Az alapkövet 1992. augusztus 22-én szentelte meg Dr. Keresztes Szilárd hajdúdorogi megyés püspök Farkas Olivér szuhakállói esperes és Ludányi Attila, Kazincbarcika polgármesterének jelenlétében. Az épülő templomot 1993 nyarán meglátogatta és megáldotta a Keleti Egyházak Kongregációjának vezetője, Achille Silvestrini bíboros. Az építkezés a tervek szerint haladt és 1994 nyarára a külső munkák elkészültek. Az ajtókat, ablakokat 1994 őszére készítették el, Svájcból támogatásként 100 darab szék érkezett, az építkezés 1995 nyarán fejeződött be.
A templom és a két harangjának felszentelését 1995. szeptember 24-én  dr. Keresztes Szilárd végezte 1500 hívő, dr. Király Bálint, a város polgármestere, a tervezők és a környék papjainak jelenlétében. Az építkezés kb. 16 millió forintba került, melyet a hívők, a Katolikus Karitász szervezetek, a Magyar Máltai Szeretetszolgálat és az egyházmegye közösen fedezett. A görögkatolikus templom jellegzetessége, az ikonosztáz később készül el.

## A templom bemutatása

### Külső leírás
Bizánci, keleti típusú kolostorszerű templom, mely Magyarországon ritka. A templom olyan, mintha pár száz évvel ezelőtt épült volna: az épület antik hatása a tervezőnek és az építőknek köszönhető. Kör alaprajzú, ebből ugrik ki a szentély, és ennek két oldalán helyezkednek el az irodaépületek, tanácstermek és a sekrestye. Az épülethez egy félkör alakú előcsarnok is kapcsolódik. A tetőzet körbe rajzolódó, nyolcszög alakú fa kupola, melyen vörösréz lemez borítás van. Magassága 17 méter. A falak anyaga tégla, illetve cserép. Az épület területe 360 m2.
A templomkertet 2008-ban kerítették körbe, amikor az egyházközség megvásárolta az önkormányzattól a templom körüli területet. A kerítés mellé 90 tuja és magnólia került, valamint a hívők levendulákat is ültettek. Szintén ekkor készült el a templomkertben álló gránit kereszt is az egyik hívő adományaként. A kerítést és a keresztet az egyházközség búcsúján, 2008. szeptember 28-án szentelték meg. A templom tetején három görögkatolikus dupla kereszt áll.

### Belső tér
A templom belső tere három részre osztható. A templom körterét előtér egészíti ki, a hajó kör alakú, a kupola közepén Jézus képe látható. A hajó világítását a kupolába függesztett lámpák adják, ezekre kerülnek ünnepekkor a dekorációk. 2005-ben a hajó közepén a székeket 2×7 padsor váltotta fel, a hajón kívüli ülőhelyek továbbra is székek. A padsorok két oldalán áll a két templomi zászló, melyeket körmenetek és zarándoklatok alkalmából használ az egyházközség. A padsorok között található az úgynevezett „csókoló ikon”, melyet egyházközség papja, dr. Janka Gábor festett.
A szentélyben végzi a pap a liturgiát, oda rajta kívül csak a ministránsok léphetnek be. A szentélyt és a templomhajót elválasztó falon található a négy főikon. A leghíresebb ezek közül a Pantokrátor ikon, melyet Somogyi-Soma László festett. A másik három ikonon Szűz Mária, a templom védőszentje, Szent János apostol, valamint Szent Miklós látható.
Az oltár mellett egy mozdítható oltár van, melyen karácsonykor a betlehem, húsvétkor Jézus sírja, vasárnaponként pedig általában egy ikon található. A szentélyben a falon örökmécses világít, mely az Isten, a Szentlélek jelenlétére utal.
A szentély egyik oldalán a sekrestye található, melynek külön bejárata van a templomkertből is. A másik oldalon helyezkedik el az iroda, a mosdó és a mellékhelyiség. Az emeletre egy 8×4 méteres hittantermet építettek galériával, teakonyhával, zuhanyzóval és mellékhelyiséggel. A második szinten egy zárt, 4×4 méteres harangház található, két kisebb haranggal: az egyik 100, a másik 60 kilogrammos.

## Szolgálattevő személyek

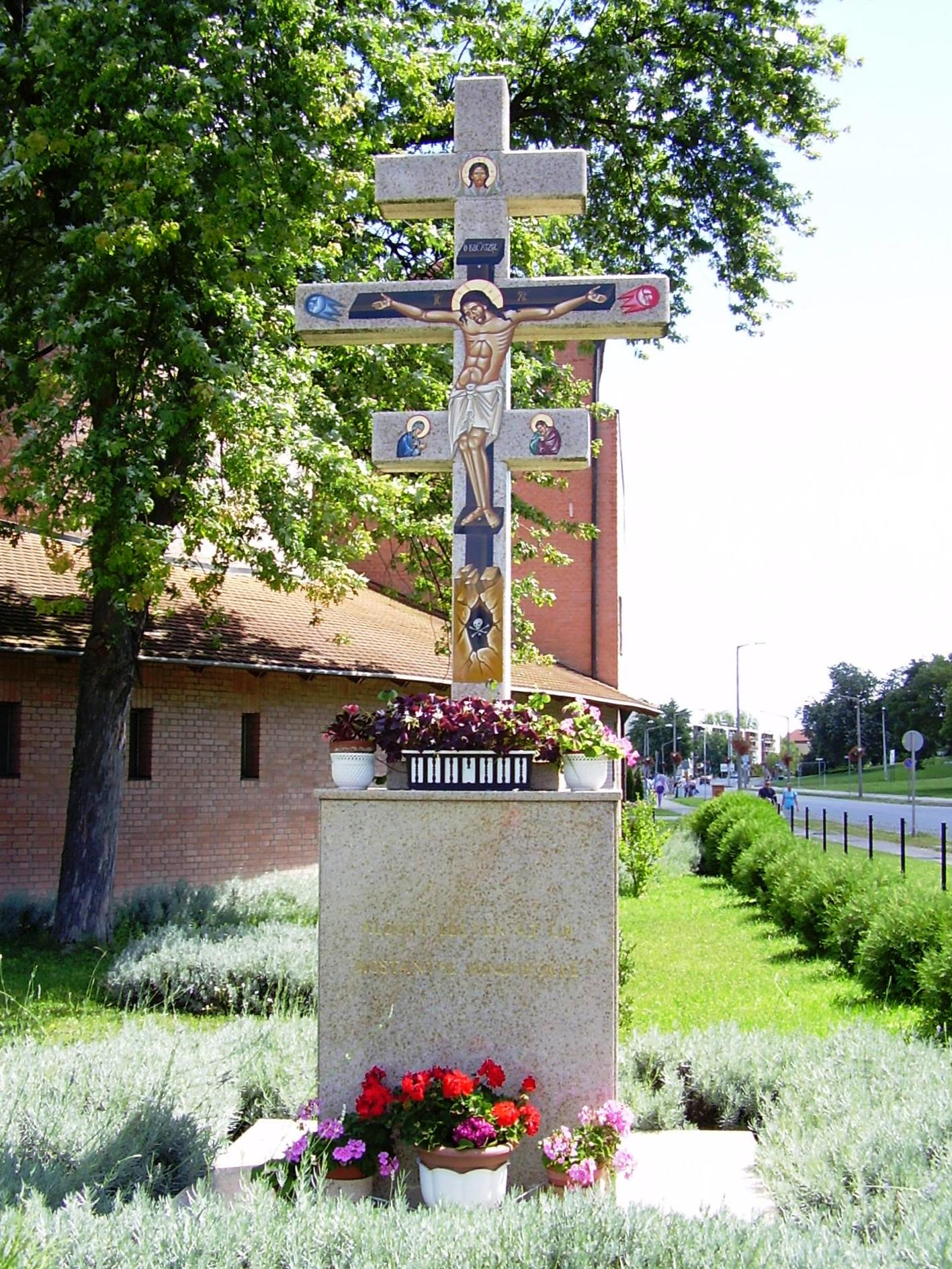
A templomkertben álló gránit kereszt

- 1991–1995 Polyák Imre (segédlelkész)[3]
- 1995–2004 Kormos Illés (parókus)[4]
- 2004-től dr. Janka Gábor (parókus)[5]

## Filiák
A parochiához tartozó települések (filiák):
- Bánhorváti
- Dédestapolcsány
- Dubicsány
- Nagybarca
- Nagyvisnyó
- Sajóivánka
- Sajókaza (rk. templom)
- Vadna

## Képgaléria

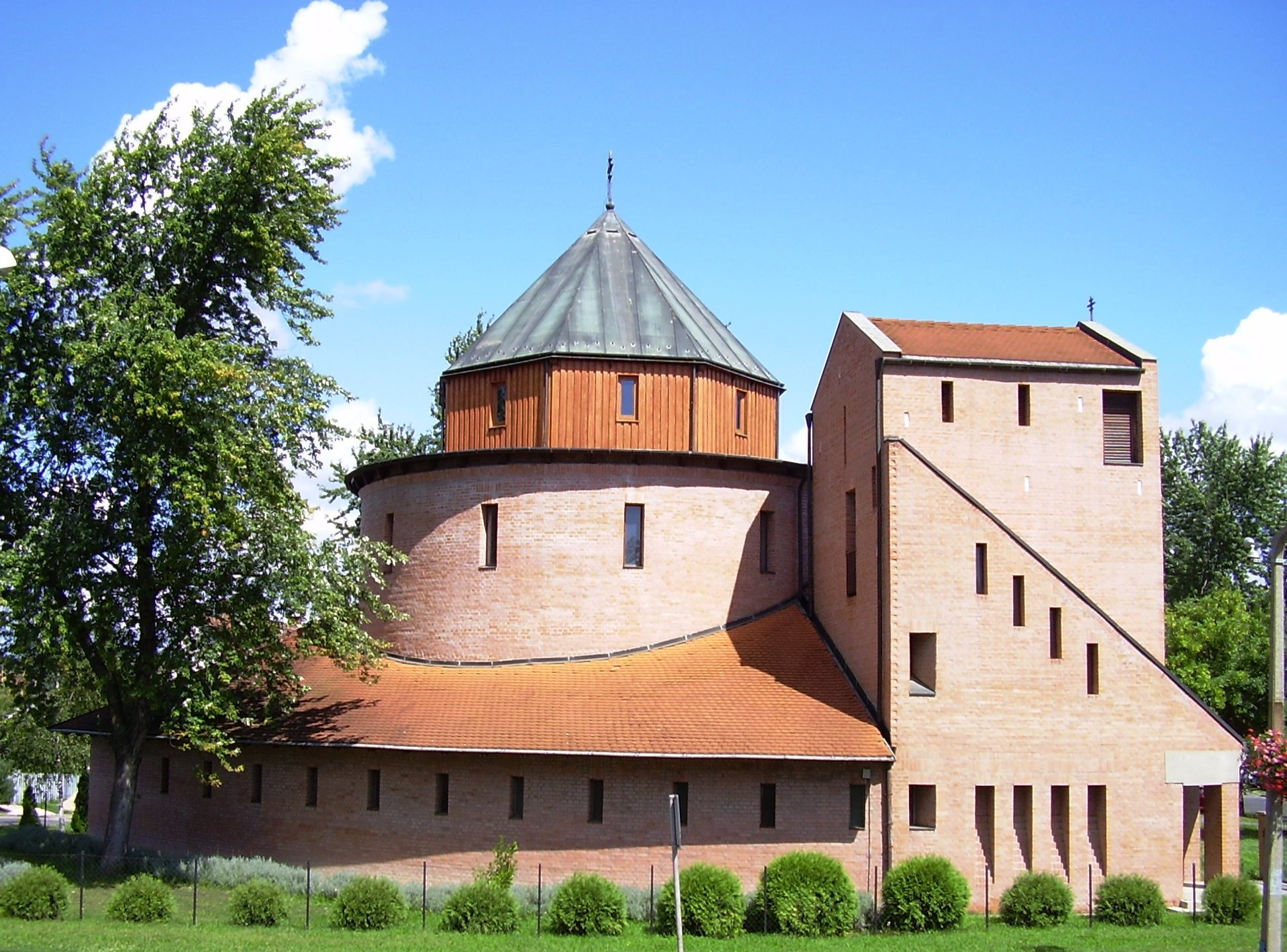
A kórházdombról nézve
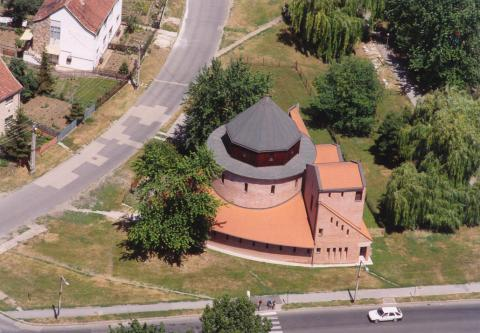
Légifotó 2007-ből
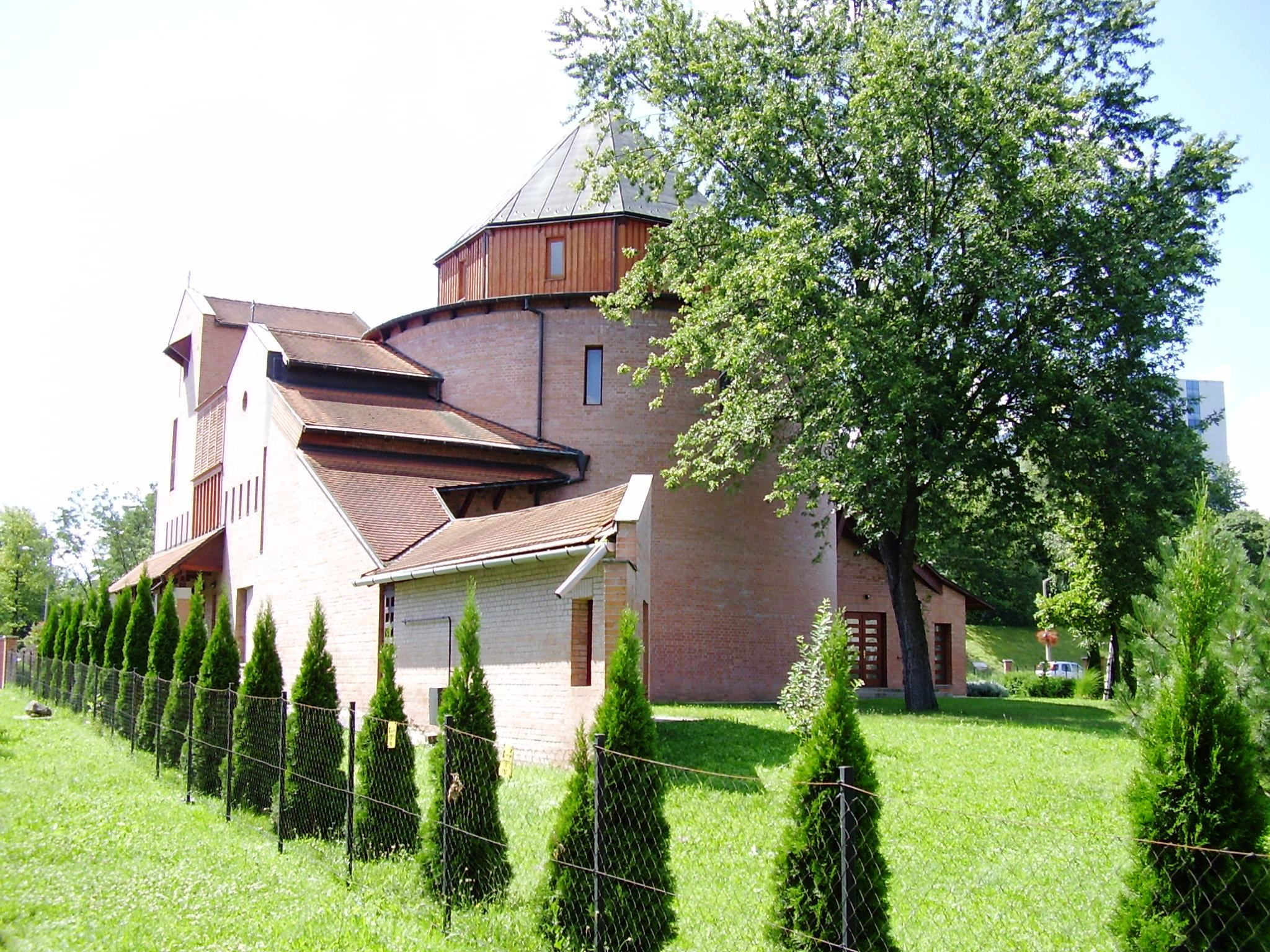
A templomkert tujái
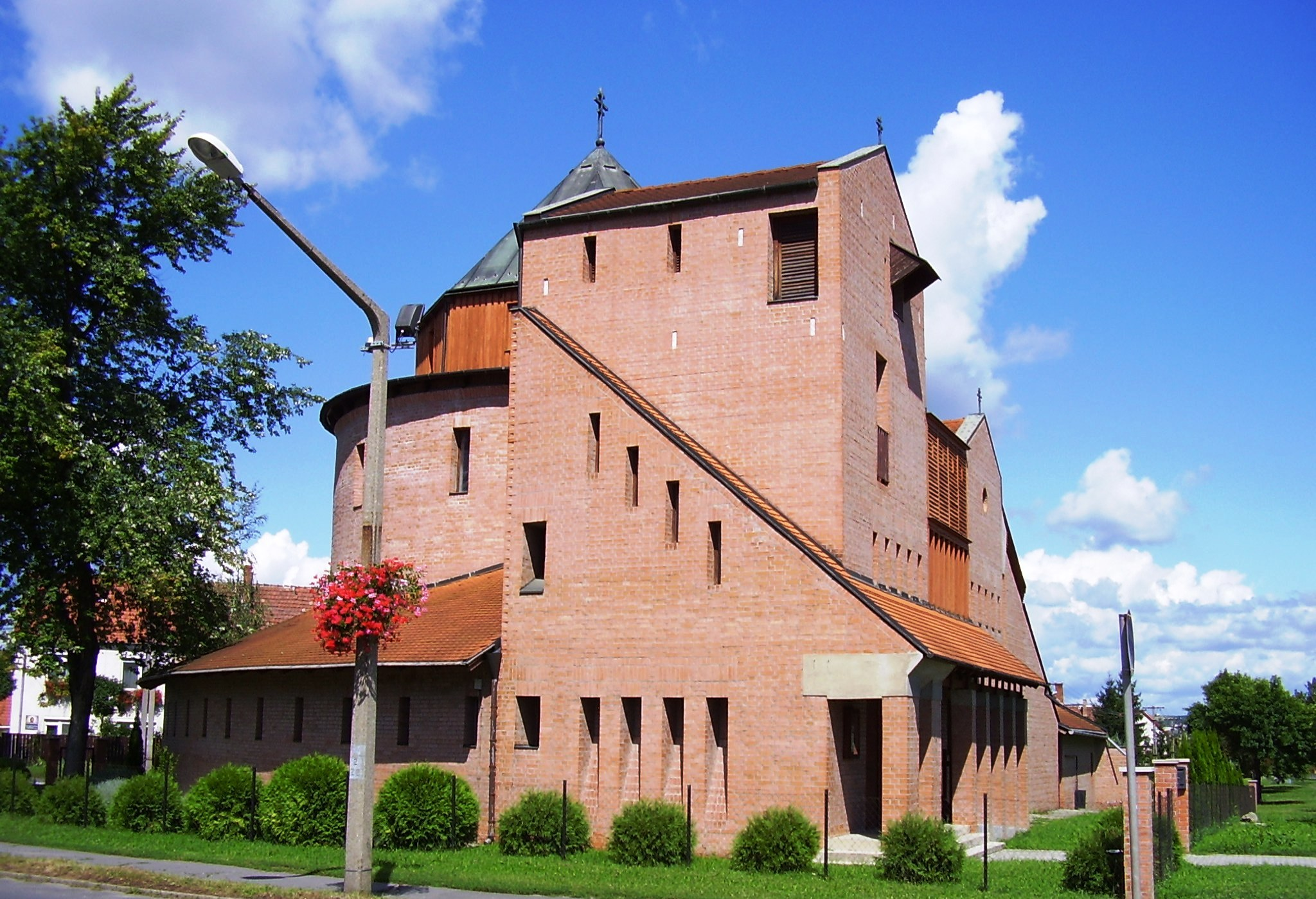
A bizánci stílus